# Scaramuccia da Forlì
Scaramuccia da Forlì (né à Forlì - mort en 1450), fut un condottiere italien de la première moitié du XVe siècle.

## Biographie

### Interventions notables
En 1438, quand Niccolò Piccinino assiège la cité de Brescia pour le compte du duc de Milan Filippo Maria Visconti, en guerre avec Venise entre 1438 et 1441, pour la possession des villes de Brescia et Bergame, Scaramuccia da Forlì intervint en faveur des assiégés.
En 1446, Scaramuccia da Forlì intervint, à l'invitation de la République de Venise, au secours de Crémone, pour mettre fin à l'encerclement de Francesco Piccinino et de Luigi dal Verme, à la solde de Filippo Maria Visconti.